# Edward Maliszewski (lotnik)
Edward Maliszewski (ur. 9 listopada?/22 listopada 1909 w Czernihowie, zm. 25 września 1939 w Warszawie) – porucznik obserwator Wojska Polskiego.

## Życiorys
Ukończył Szkołę Podchorążych Piechoty w Komorowie. 4 sierpnia 1934 Prezydent RP Ignacy Mościcki mianował go podporucznikiem ze starszeństwem z 15 sierpnia 1934 i 92. lokatą w korpusie oficerów piechoty, a minister spraw wojskowych wcielił do 34 pułku piechoty w Białej Podlaskiej. Następnie odbył kurs obserwatorów w Centrum Wyszkolenia Lotniczego i został wcielony do 3 pułku lotniczego w Poznaniu, do korpusu oficerów lotnictwa. Na stopień porucznika został mianowany ze starszeństwem z 19 marca 1938 i 38. lokatą w korpusie oficerów lotnictwa, grupa liniowa. W marcu 1939 był oficerem taktycznym 35 eskadry liniowej.
Uczestniczył w kampanii wrześniowej, był obserwatorem w 32 eskadrze rozpoznawczej, którą oddano pod dyspozycji dowódcy lotnictwa Armii „Łódź”. 5 września 1939 wchodził w skład załogi złożonej z kaprala pilota Tadeusza Westfala i kaprala strzelca Józefa Nietzke, która wystartowała z lotniska w Skotnikach na samolocie PZL.23 Karaś i miała za zadanie dolecieć do Sokolnik. Nad Parzęczewem  zostali zaatakowani przez hitlerowskie myśliwce, pilot Tadeusz Westfal mimo poparzeń twarzy i rąk posadził płonącą maszynę. W trakcie walki zginął kpr. strz. Józef Nietzke, Edward Maliszewski został ciężko ranny, przetransportowano go najpierw do szpitala wojskowego w Łodzi, a następnie do Szpitala Ujazdowskiego w Warszawie, gdzie zmarł 25 września 1939. Został pochowany na Cmentarzu Wojskowym na Powązkach (kw. C25, rząd 2, grób 12). Pośmiertnie został odznaczony Krzyżem Walecznych.